# 3442 Yashin
3442 Yashin è un asteroide della fascia principale del diametro medio di circa 26,87 km. Scoperto nel 1978, presenta un'orbita caratterizzata da un semiasse maggiore pari a 3,1510086 UA e da un'eccentricità di 0,1379975, inclinata di 12,22362° rispetto all'eclittica.
È stato dedicato all'ex portiere di calcio sovietico Lev Jašin.